# Tecteremaeus cornutus
Tecteremaeus cornutus är en kvalsterart som beskrevs av Hammer 1961. Tecteremaeus cornutus ingår i släktet Tecteremaeus och familjen Arceremaeidae. Inga underarter finns listade i Catalogue of Life.